# Гюльмагомедов, Ахмедуллах Гюльмагомедович
Ахмедулла́х Гюльмагоме́дович Гюльмагоме́дов (лезг. Гуьлмегьамедов Агьмедуллагь Гуьлмегьамедан хва; 8 января 1936, Мугерган, Магарамкентский район, Дагестанская АССР — 25 сентября 2015) — советский и российский лингвист-кавказовед, доктор филологических наук (1978), профессор, действительный член РАЕН (1997), заслуженный деятель науки РФ (1998) и РД, заведующий кафедрой общего и сравнительного языкознания Дагестанского государственного университета, заместитель председателя Совета по защите докторских диссертаций по языкам и литературам народов РФ при ИЯЛИ ДНЦ РАН, главный редактор лингвистического ежегодника «Языкознание в Дагестане».

## Биография
Родился в селе Мугерган Магарамкентского района РД 8 января 1936 года. С отличием закончил мугерганскую семилетнюю школу. В период с 1951 по 1954 год учился в городе Баку в Техникуме советской торговли. В 1959 году окончил русско-дагестанское отделение историко-филологического факультета ДГПИ (ДГУ). С 1959 по 1962 год служил в рядах Советской армии. В 1962—1965 годах учился в аспирантуре Института литературы и языка им. Низами АН Азербайджанской ССР. В феврале 1967 года защитил кандидатскую диссертацию на тему «Куткашенские говоры лезгинского языка», в 1978 году — докторскую диссертацию «Основы фразеологии лезгинского языка» (защита проходила в Москве, в Институте языкознания АН СССР).
В период с 1966 по 1981 год работал лаборантом, преподавателем, старшим преподавателем, доцентом, профессором кафедры русского языка ДГУ. С 1979 по 1981 годы являлся заведующим кафедрой русского языка для иностранных студентов, с 1981 по 1988 год — заведующий кафедрой общего языкознания и методики русского языка, с 1988 по 2003 год — кафедрой общего языкознания, а в 2003—2008 годах — кафедрой общего и сравнительного языкознания ДГУ. Был главным редактором ежегодного лингвистического журнала «Языкознание в Дагестане», издаваемого с 1997 года. В 2008—2011 годах заведовал отделом лексикологии и лексикографии ИЯЛИ ДНЦ РАН.
Сын, Гюльмагомед Гюльмагомедов, — кандидат филологических наук, и. о. директора Кизлярского филиала Дагестанского университета.
Дочь, Гюльзар Гюльмагомедова — кандидат экономических наук (2005), доцент кафедры финансов и кредита ДГУ. Тема диссертации: «Специальные режимы в системе налогообложения субъектов малого предпринимательства на современном этапе».

## Научная деятельность
Монографии и фразеологические словари Гюльмагомедова сформировали фразеологию в Дагестане как самостоятельное направление в языкознании, им разработана теория словосочетаний лезгинского языка. Его научная школа по фразеологии была отмечена Министерством образования и науки РФ.
Новшеством в лексикографии является составленный им в соавторстве с Р. Ш. Магамдаровым, словарь концепт «Женщина в лезгинском языке». Составленный им «Словарь лезгинского языка» является первым толковым словарем в Дагестане, этот словарь считается одним из первых опытов создания активного типа интегрального словаря в практике мировой лексикографии. Его труды легли в основу создания других русско-национальных словарей.
Книга «Лезгины в Турции: язык, быт, история» служит образцом для описания других дагестанских языков, развивающихся в условиях стран ближнего и дальнего зарубежья.
Гюльмагомедов ввел в синтаксис русского и общего языкознания новые понятия «фразеосочетания» и «типы фразеосочетаний», отличающиеся от уже известных понятий «словосочетания» и «типы словосочетаний».
Был активным организатором лингвистической науки в республике. Им издано множество сборников межвузовских научно-тематических статей. Организовал множество научных конференций разного, участниками которых были также ученые из Белоруссии, Грузии, Азербайджана. Издал программу семинара для преподавателей «Вопросы методики и психологии обучения русскому языку как иностранному», методические пособия для студентов-иностранцев.
Поддерживал тесные связи с лезгинской диаспорой в Турции, с Центрами культуры лезгин в Баку и Москве.
Гюльмагомедов — создатель и организатор деятельности кафедры общего языкознания ДГУ. С его приходом связана практически вся научно-методическая, учебно-методическая продукция по циклу общелингвистических дисциплин в университете. Составлены рабочие программы, опубликованы учебно-методические и научно-методические пособия для студентов филологических факультетов вузов.

## Основные работы
- Новый орфографический словарь. 1964 г.
- О языковых особенностях поэзии Сулеймана Стальского: Устойчивые словосочетания. 1970 г.
- Фразеологический словарь лезгинского языка. 1975
- Основы фразеологии лезгинского языка. 1978
- Краткий словарь синонимов лезгинского языка. 1982
- Сопоставительное языкознание в очерках и извлечениях. 1991
- Школьный русско-лезгинский словарь. 1991
- Лезгинский язык для X—XI кл. 1993
- Али Мугерганский. Этот мир. Стихи. 1994
- Лезги чiалан антонимрин словарь . — Махачкала: Дагучпедгиз, 1994. — 143 с.
- Краткий русско-лезгинский фразеологический словарь. — Махачкала: РИО ДГУ, 1995. — 101 с.
- М. М. Гаджиев. Из лингвистического наследия. 1997
- Действительность Эмина. I. Словарь языка. 1998
- Лезгины в Турции: язык, быт, история. 1998, 2003
- Женщина в лезгинском языке. Опыт создания словаря концепта. 1999 (в соавт. с Р. Ш. Магамдаровым)
- Русско-лезгинский разговорник. 2000
- Действительность Эмина. II. Словарь фразеологизмов. Обратный словарь. Частотный словарь. Махачкала, 2002.
- Словарь лезгинского языка, в двух томах. Махачкала, 2003—2005 (2-е изд. 2012)
- Русско-лезгинско-английский разговорник. 2003
- Русско-лезгинско-немецкий разговорник. 2005
- Введение в неологию (или вопросы новословия). — Махачкала, 2007. — 76 с.
- Толковый словарь русизмов в лезгинском языке: 2625 слов. единиц / А. Г. Гюльмагомедов, Г. А. Гюльмагомедов; отв. ред. М. Е. Алексеев; Ин-т языкознания РАН. — М.: Академия, 2007. — 329 с.
- История сопоставительного исследования лексики лезгинского и русского языков. — Махачкала, 2009. — 80 с.
- Словарь рифм и языковые особенности поэзии Сулеймана Стальского. — Махачкала: ИЯЛИ ДНЦ РАН, 2009. — 120 с.
- Лезгинско-русский объяснительный словарь эмотивов / Ин-т яз., лит. и искусства им. Г. Цадасы РАН. — Махачкала : [Изд-во ИЯЛИ ДНЦ РАН], 2010. — 160 с. (в соавт. с Г. А. гюльмагомедовым)[8].